# Karen Asrian

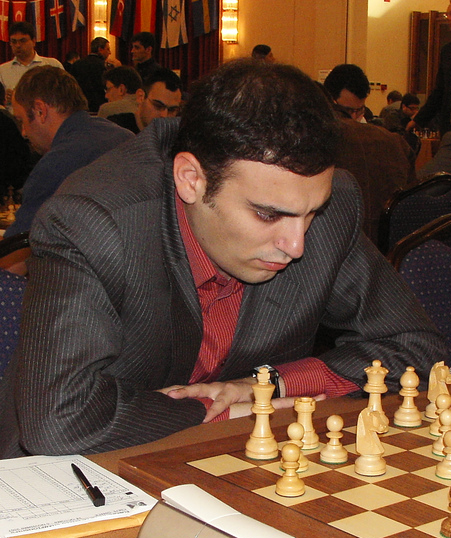
Karen Asrian (Heraklion, 2007)

Karen Asrian (Armeens: Կարեն Ասրյան) (Jerevan, 24 april 1980 - aldaar 9 juni 2008) was een Armeens schaker. Sinds 1998 was hij een grootmeester (GM). Hij was drie keer kampioen van Armenië. Asrian was lid van het team dat de gouden medaille won op de 37e Schaakolympiade.
Karen Asrian overleed op 28-jarige leeftijd ten gevolge van een hartaanval die hij kreeg tijdens het autorijden. Zijn Elo-rating per april 2008 was 2630.

## Schaakcarrière
Asrian begon het schaken te beoefenen in 1985. In 1997 werd hij Internationaal Meester (IM), in 1998 grootmeester. In 1999, hij was toen 19 jaar oud, won hij voor de eerste keer het kampioenschap van Armenië.
Hij studeerde in 2001 af aan het Armeense staatsinstituut voor lichamelijke oefening en sport.
Bij het FIDE-Wereldkampioenschap schaken bereikte hij in 1999 in Las Vegas de derde ronde, waar hij verloor van de latere winnaar Aleksandr Chalifman. In 2000 in Nieuw-Delhi werd hij direct in de eerste ronde uitgeschakeld door Loek van Wely, in 2001 in Moskou verloor hij in de eerste ronde, via tie-break, van Igor Khenkin. Bij het wereldkampioenschap 2004 in Tripoli bereikte hij de tweede ronde, waar hij verloor van Michael Adams. Bij de Wereldbeker schaken 2005 verloor hij in ronde 1 van Wang Yue. 
- Hij won het schaakkampioenschap van Armenië in 1999,[3] 2007,[4] en 2008.[5]
- Hij won de Dubai 2001 en 2004 Tigran Petrosjan Memorial toernooien. In 2001 waren onder de andere deelnemers: Jaan Ehlvest, Aleksej Aleksandrov, Artashes Minasian en Aleksandr Motyljov.
- In 2004 won hij in Stepanakert een toernooi, voor o.a. Bartłomiej Macieja, Gabriel Sargissian en Ashot Anastasian.
- Van 29 april t/m 12 mei 2005 speelde hij mee in een toernooi om het kampioenschap van Armenië en eindigde daar met zeven punten op een gedeelde tweede plaats, samen met Gabriel Sargissian. Het toernooi werd gewonnen door Ashot Anastasian met 7.5 uit 11.
- Van 18 juni t/m 2 juli 2005 werd in Warschau het persoonlijk Europees kampioenschap schaken 2005 gespeeld dat door de Roemeense grootmeester Liviu Dieter Nisipeanu met tien punten uit dertien ronden gewonnen werd. De tweede plaats was voor Teimour Radjabov met 9.5 punt terwijl er zeven spelers met 9 punten eindigden van wie Levon Aronian na de tie-breaks derde werd. De overige zes waren Sergej Karjakin, Vasyl Ivantsjoek, Oleksandr Beljavsky, Pavel Eljanov, Aleksandr Mojsejenko en Karen Asrian.
- In oktober 2005 werd hij op het Karabach-toernooi gedeeld vijfde met 4 pt. uit 9.
- Bij het kampioenschap van Armenië in 2006 was hij vanwege de afwezigheid van diverse andere spelers favoriet. Hij eindigde echter als derde, achter Artashes Minasian en de verrassend sterk spelende Arman Pasjikjan. In 2007 en in 2008 eindigde hij wel als winnaar.

## Nationaal team
Asrian nam met het Armeense team deel aan de Schaakolympiades van 1996 (met het tweede team), 1998, 2000, 2002 en 2006. Het team werd derde in 2002. In 2006 won hij met het team in Turijn, spelend aan het derde bord. In 1996 werd hij individueel de eerste met zijn resultaat aan het eerste reservebord.
Ook nam hij met Armenië deel aan het Wereldkampioenschap schaken voor landenteams van 2001 en van 2005, waar Armenië als derde eindigde. In 2007 nam hij met het Armeense team deel aan het Europees schaakkampioenschap voor landenteams in Heraklion (Kreta), waar Armenië de zilveren medaille behaalde.

## Verenigingen
Met de schaakvereniging Bank King Jerevan won Asrian in 2006 en in 2007 het kampioenschap van Armenië, waarmee hij beide jaren ook deelnam aan de European Club Cup. 

In de Russische competitie voor schaakclubs speelde hij in 2006 en 2007 voor Zuid-Oeral Tsjeljabinsk en in 2008 voor Schaakfederatie Moskou.
In Griekenland speelde hij in 2005 voor EES Korydallou, in Frankrijk speelde hij in seizoen 2006/07 en in seizoen 2007/08 voor Club de Bischwiller.

## Overlijden
Op 9 juni 2008 maakte de Armeense schaakfederatie bekend dat Asrian, tijdens het autorijden was overleden, vermoedelijk aan een hartaanval. Een dag later werd dit bevestigd.
Asrian had zich, op een vroege maandagmorgen in zijn auto rijdend in de Armeense hoofdstad Jerevan, ziek gevoeld en was daarom een binnenplaats opgereden. Daar verloor hij het bewustzijn. Een ambulanceteam kwam ter plekke en stelde vast dat hij was overleden, vermoedelijk door een hartaanval. Bij de opening van een snelschaaktoernooi in Jerevan op maandag, werd zijn dood gemeld door de Armeense schaker Smbat Lpoetjan, waarna een moment stilte in acht werd genomen.
Asrian kreeg een begrafenis met open kist op 11 juni in het Tigran Petrosian Schaakhuis. De president, zowel van Armenië als van de Armeense Schaakfederatie, Serzj Sarkisian, premier van Armenië Tigran Sargsyan, voorzitter van het Armeense parlement Tigran Torosyan, deelnemers aan het in Jerevan gehouden GM-toernooi, en duizenden schaakliefhebbers waren aanwezig bij de plechtigheid.
Hij zou hebben deelgenomen aan de kort na zijn dood beginnende Iraanse Premier League (schaken). Voordat door de scheidsrechters de schaakklokken werden gestart voor de eerste ronde van het toernooi op donderdag 12 juni, werd ter nagedachtenis aan grootmeester Karen Asrian een minuut stilte gehouden. Ehsan Ghaem Maghami, een sterke Iraanse schaker, hield voor de start van het toernooi een toespraak waarin hij stilstond bij het overlijden van zijn goede vriend Asrian en namens de Iraanse schaakgemeenschap zijn oprechte medeleven betuigde aan de familie van Karen Asrian, zijn vrienden en de gehele gemeenschap van schakers in de wereld.

## Nalatenschap
Tot 2008 werd regelmatig een toernooi gehouden, genaamd "Chess Giants Yerevan". Na de plotselinge en tragische dood van Asrian op 9 juni 2008, de startdatum van het toernooi, besloot de Armeense schaakfederatie het toernooi enkele dagen stil te leggen en het vervolgens te hernoemen in "Karen Asrian Memorial", wat vervolgens de naam bleef. Het eerste Karen Asrian Memorial werd gewonnen door Levon Aronian op 15 juni 2008. Asrian en Aronian hadden beiden deel uitgemaakt van het team dat de gouden medaille won op de 37e Schaakolympiade in 2006.